# المعهد الأمريكي العالمي للخبز
المعهد الأمريكي العالمي للخبز تأسس عام 1919، والذي يعرف حالياً بالمعهد الأمريكي العالمي للخبز، على أنه تقنية ومركز لنقل المعلومات للخبازين ومحضرين الطعام. يضم طاقم العمل خبراء في مجالات إنتاج الخبز والخبز التجريبي وعلم الحبوب والتغذية وأمن الطعام والنظافة .ويقع مقره الرئيسي في مانهاتن، كانساس.